# 김형권군
김형권군(金亨權郡)은 량강도 남단에 위치한 군이다.
본래는 함경남도 풍산군(豊山郡)이었으나, 1954년 조선민주주의인민공화국의 행정 구역 개편으로 량강도가 신설되면서 량강도에 편입되었다. 1990년에 김일성의 숙부인 김형권의 이름을 따서 김형권군으로 개칭되었다. 이 지역의 풍산개는 한국의 대표적인 사냥개 중 하나로 유명하다.

## 지리
북쪽은 풍서군과 접하며 남쪽은 함경남도이다. 김형권군은 개마고원 남동부에 걸쳐 있고 남동부로는 함경산맥, 서쪽으로는 북수백산맥이 지나는 산악 지대이다. 가장 높은 산은 2,377m의 백산이다. 압록강 지류인 허천강이 지난다. 전체 군 면적의 약 88%가 산림으로 이루어져 있다.

## 역사
- 1914년 - 북청군 안수면·안산면과 갑산군 리인면(풍산면)·웅이면·천남면이 통합해 풍산군이 신설되었다.
- 1952년 12월 - 웅이면 전역과 풍산면의 일부를 풍서군으로서 분리하였고 갑산군 산남면의 일부를 편입해 풍산군을 재편성하였다(19리).
- 1954년 10월 - 량강도에 소속되었다.
- 1990년 8월 - 김형권군으로 개칭되었다.

## 경제
군의 중앙부에는 황수원저수지가 있고, 수력발전소가 여러 군데 설치되어 있다. 고원 지대라 밭농사가 대부분이고 주요 작물은 홉, 아마이다. 그 밖에도 감자, 밀, 콩, 보리가 재배된다. 약간의 제조업과 광업이 이루어지고 금, 니켈, 흑연 등이 매장되어 있다.

## 행정 구역
현재 김형권군에는 1읍, 1구, 17리가 있다.
- 김형권읍 (金亨權邑)
- 평산로동자구 (平山勞動者區)
- 광덕리 (廣德里)
- 내중리 (內中里)
- 동흥리 (東興里)
- 로은리 (老隱里)
- 리포리 (梨浦里)
- 미감리 (米甘里)
- 사아리 (士雅里)
- 수동리 (水東里)
- 신원리 (新元里)
- 양평리 (陽坪里)
- 장안리 (長安里)
- 장평리 (長坪里)
- 지경리 (地境里)
- 직설리 (直雪里)
- 파발리 (擺撥里)
- 하지경리 (下地境里)
- 황수원리 (黃水院里)

## 같이 보기
- 김형권
- 풍산개